# 애니콜 울트라 햅틱
애니콜 울트라 햅틱(Anycall Ultra Haptic)은 삼성전자가 2009년 6월 4일에 출시한 휴대 전화이다. 삼성 울트라 터치를 대한민국 시장에 맞춰 출시한 제품이다.

## 같이 보기
- 삼성 울트라 터치

## 기본 벨소리
심플벨
1. 삼성 튠
2. 활기찬 벨
3. 심플벨
4. 물방울 벨
5. 틱톡 벨
6. 몽환 벨
7. 교차 벨
8. 마이너 벨
9. 비즈니스 벨
10. 라운지 벨

러브레터
1. 장난감 상자
2. 꿈속 여행
3. 어느 멋진 날
4. 흑백 영화
5. 들판을 달리며
6. 소녀의 기도
7. 안개 도시
8. 구름 다리
9. 디스코 파티
10. 집에 가는 길

클럽댄스
1. 거리의 악사
2. 테크노 댄스
3. 스프린터
4. 스포츠 라이프
5. S.O.S
6. 열정
7. 밸리댄스
8. 펑키머신
9. 유로댄스
10. 질주본능

리듬믹스
1. 부드러운 햇살
2. 봄내음
3. 벌레들의 합창
4. 밤의 잊은 도시
5. 화창한 하루
6. 희망찬 나날들
7. 빛바랜 도시
8. 혼돈의 시대
9. 사랑 매듭
10. 브레이크 비트